# 舍氏毛鈎鯰
舍氏毛鈎鯰，為輻鰭魚綱鯰形目甲鯰科的其中一種，為熱帶淡水魚，分布於南美洲蓋亞那沿岸淡水流域，體長可達14.4公分，棲息在底層水域，生活習性不明。

## 扩展阅读
維基物種上的相關：舍氏毛鈎鯰